# Rick Middleton (football américain)
(en) Statistiques sur pro-football-reference
Richard Ray Middleton (né le 28 novembre 1951 à Delaware) est un joueur américain de football américain évoluant au poste de linebacker. Il est aujourd'hui professeur à la Olentagy High School.

## Carrière

### Université
Après être sorti de la Rutherford B. Hayes High School du Delaware, il entre à l'université d'État de l'Ohio. 

### Professionnel
Rick Middleton est sélectionné au premier tour du draft de la NFL de 1974 par les Saints de la Nouvelle-Orléans au treizième choix. Après une saison comme remplaçant, Rick est nommé titulaire pour la saison 1975 a ce poste et joue tous les matchs de la saison, réalisant sa première interception. Après cette saison, il est libéré et signe avec les Chargers mais il ne trouve pas une place de titulaire et après trois saisons comme remplaçant, il est libéré et n'apparaît plus sur le circuit professionnel.

## Après le football
Aujourd'hui, Rick Middleton est professeur d'histoire et de psychologie a la Olentagy High School.

## Statistiques
En cinq saisons en professionnel, il a joué soixante-quatre matchs dont seize comme titulaire. Il a fait deux interceptions et récupéré trois fumbles.